# MEDGAZ
MEDGAZ — трубопровід, що зв'язує газотранспортні системи Алжиру та Іспанії напряму через Середземне море.

## Будівництво газопроводу
На початку XXI століття виник план спорудження другого газопроводу між Алжиром та Іспанією, який, на відміну від прокладеного по території Марокко газогону Магриб — Європа, повинен був безпосередньо сполучити ці країни. Дослідження доцільності проекту провадились з 2001 по 2004 рік, отримання необхідних дозволів завершилось у 2006 році, а до прокладання підводної ділянки приступили у 2008-му. Введення об'єкту в експлуатацію відбулось у першій половині 2011 року.
Попереднє дослідження маршруту на морській ділянці здійснювалось суднами "Odin Finder" та "Rig Supporter", а також дистанційно керованими підводними апаратами Hugin 3000 і C-Surveyor. 
Укладання труб провадила компанія Saipem, яка використовувала на глибинах до 2000 метрів баржу "Castoro Sei" (горизонтальне зварювання секцій по 12 м довжиною), а на більших глибинах — судно "Saipem 7000" (вертикальне зварювання 50-метрових секцій).

## Маршрут газопроводу
Газопровід складається з трьох ділянок:
1. Наземна алжирська від найбільшого газового родовища країни Хассі-Р'мель до Бені Саф на середземноморському узбережжі, довжиною 550 км та діаметром 1200 мм;
2. Офшорна частина від Бені Саф до приймального терміналу поблизу Альмерії, довжиною 210 км та діаметром 600 мм. Прокладена на глибинах до 2155 метрів, робочий тиск становить 22 МПа;
3. Іспанська від офшорного приймального терміналу до головної точки входу в газотранспортну систему країни довжиною 285 км — газопровід Альмерія – Чинчилья. Протранспортований по ній ресурс передається до газопроводів Монтеса – Чинчилья – Алькасар-де-Сан-Хуан та Альмерія-Чинчилья – Картахена.

Перекачування по офшорній ділянці забезпечує споруджена у Бені Саф компресорна станція. Річна потужність системи — до 8 млрд м3.

### Відгалуження в Алжирі
В 2021-му спорудили перемичку GPDF – Бені-Саф з іншою системою для експорту алжирського блакитного палива Магриб — Європа.
Через відгалуження від систпеми живляться ТЕС Бутлеліс та ТЕС Терга.